# تپه ضیاءآباد ۲
تپه ضیاءآباد ۲ مربوط به دوران‌های تاریخی پس از اسلام است و در شهرک ضیاءآباد، ۱۳۰ متری غرب پل صفوی واقع شده و این اثر در تاریخ ۳ بهمن ۱۳۷۹ با شمارهٔ ثبت ۲۹۹۹ به‌عنوان یکی از آثار ملی ایران به ثبت رسیده است.